# Hugo Almeida
Hugo Miguel Pereira de Almeida (sinh ngày 23 tháng 5 năm 1984 tại Figueira da Foz) là một cựu cầu thủ bóng đá người Bồ Đào Nha từng thi đấu ở vị trí tiền đạo.
Sau khi không thành công ở Porto và bị cho mượn nhiều lần trong hợp đồng, Almeida đã tạo dựng được tên tuổi tại Đức với Werder Bremen, nơi anh gắn bó trong 4 mùa giải, lọt vào một trận chung kết UEFA Cup, ghi 63 bàn thắng. Anh cũng đã có vài năm thi đấu ở Thổ Nhĩ Kỳ trong màu áo Beşiktaş, ghi 47 bàn trong tổng số 109 trận.
Almeida có hơn một thập kỷ khoác áo đội tuyển quốc gia Bồ Đào Nha. Anh đã thành công trong việc thay thế Pauleta năm 2006 và Liédson năm 2010. Anh đã đại diện cho đất nước mình thi đấu tại 2 kỳ World Cup, có 57 lần ra sân và ghi được 19 bàn thắng.

## Sự nghiệp câu lạc bộ
Almeida bắt đầu sự nghiệp khi thi đấu cho đội bóng quê nhà Associação Naval 1º de Maio, trước khi ký hợp đồng với FC Porto.Anh trận ra mắt cho Porto trong trận thắng 2-0 trên sần nhà trước S.L.Benfica vào ngày 21 tháng 9 năm 2003, chơi 3 phút.Tuy nhiên, do không có được vị trí chính thức, anh được đem đi cho Leiria mượn và Boavista F.C..
Almeida trở lại Porto vào mùa giài 2005-06 và trở thành một nhân tố quan trọng trong chức vô địch quốc gia.Ở giải UEFA Champions League năm đó, anh ghi một bàn thắng hết sức đặc biệt từ một quả đá phạt có cự li 35m so với khung thành vào lưới Inter Milan ở San Siro, mặc dù trận đó vẫn thua 2-1.

### Werder Bremen
Almeidda một lần nữa dược đem đi cho mượn ở mùa giải 2006-07, với một mùa giải thành công cùng Werder Bremen, ghi 10 bàn trong 41 lần ra sân ở mọi mặt trận.Sau khi thấy cơ hội thi đấu của anh ở Porto bị giảm sút với việc hai tiền đạo Edgar và Ernesto Farias cập bến vào tháng 8 năm 2007, anh quyết định ở lại hẳn Bremen, ký hợp đồng 4 năm với mức giá 4 triệu euro.Với việc Miroslav Klose gia nhập Bayern München, cơ hội ở đội hình một của Almeida được tăng lên, anh bắt đầu mùa giải 2007-08 với rất nhiều bàn thắng, ghi 7 bàn trong 12 lần ra sân.Anh đã kết thúc mùa giải với 16 bàn trên mọi giải đấu, chỉ kém vua phá lưới của đội bóng Diego 1 bàn.
Vào năm 2008, Hugo Almeida có màn trình diễn ấn tượng ở UEFA Champions League khi ghi 2 bàn trong 3 trận, những bàn thắng này đã đưa Bremen lọt vào vòng bảng.Anh cũng được bầu là cầu thủ xuất sắc nhất trận đấu trong trận hoà trước Anorthosis.Ở giải quốc nội, anh bắt đầu mùa giải với chỉ 3 bàn qua 13 trận.Almeida kết thúc mùa giải với một thành tích ấn tượng, ghi 5 bàn trong 3 trận ở giải vô địch quốc gia.

## Thi đấu quốc tế
Almeida đã chơi ở mọi cấp độ đội tuyển quốc gia, từ đội U-15 cho tới đội tuyển quốc gia Bồ Đào Nha.
Anh có trận đầu tiên thi đấu đầy đủ trận là trong trận giao hữu với Anh vào ngày 18 tháng 2 năm 2004 trong trận hoà 1-1, và cũng là thành viên đội tuyển Bồ Đào Nha vô địch giải Toulon 2003, cũng xuất hiện ở Euro 2004 và giải U-21 châu Âu vào năm 2006.
Almeida được gọi vào đội tuyển Bồ Đào Nha ở 3 trận đấu vòng loại Euro 2008, ra sân trong trận tiếp Azerbaijan và ghi bàn thắng đầu tiên cho đội tuyển.Anh cũng ghi bàn trong trận tiếp đó, trận thắng 1-0 trước Armenia.Những bàn thắng này đã giúp Bồ Đào Nha lọt vào vòng chung kết.
Trong trận đấu thứ hai của huấn luyện viên Carlos Quieroz ở đội tuyển, Almeida ghi bàn trong trận thắng 4-0 vào ngày 6 tháng 9 năm 2008 trước Malta ở vòng loại World Cup 2010.

## Thống kê sự nghiệp

### Câu lạc bộ
Tính đến 24 tháng 1 năm 2016.
| CLB                 | Giải đấu                    | Mùa giải            | VDQG   | VDQG      | Cúp quốc gia | Cúp quốc gia | Châu Âu | Châu Âu   | Tổng cộng | Tổng cộng |
| CLB                 | Giải đấu                    | Mùa giải            | Ra sân | Bàn thắng | Ra sân       | Bàn thắng    | Ra sân  | Bàn thắng | Ra sân    | Bàn thắng |
| ------------------- | --------------------------- | ------------------- | ------ | --------- | ------------ | ------------ | ------- | --------- | --------- | --------- |
| Porto B             | Primeira Liga 2             | 2002–03             | 15     | 16        | —            | —            | —       | —         | 15        | 16        |
| Porto B             | Primeira Liga 2             | Tổng cộng           | 15     | 16        | —            | —            | —       | —         | 15        | 16        |
| União Leiria        | Primeira Liga               | 2002–03             | 13     | 3         | —            | —            | —       | —         | 13        | 3         |
| União Leiria        | Primeira Liga               | Tổng cộng           | 13     | 3         | —            | —            | —       | —         | 13        | 3         |
| Porto               | Primeira Liga               | 2003–04             | 3      | 0         | 0            | 0            | 2       | 0         | 5         | 0         |
| Porto               | Primeira Liga               | Tổng cộng           | 3      | 0         | 0            | 0            | 2       | 0         | 5         | 0         |
| União Leiria        | Primeira Liga               | 2003–04             | 15     | 2         | —            | —            | —       | —         | 15        | 2         |
| União Leiria        | Primeira Liga               | Tổng cộng           | 15     | 2         | —            | —            | —       | —         | 15        | 2         |
| Porto               | Primeira Liga               | 2004–05             | 3      | 0         | 0            | 0            | 2       | 0         | 5         | 0         |
| Porto               | Primeira Liga               | Tổng cộng           | 3      | 0         | 0            | 0            | 2       | 0         | 5         | 0         |
| Boavista            | Primeira Liga               | 2004–05             | 14     | 3         | 2            | 0            | —       | —         | 16        | 3         |
| Boavista            | Primeira Liga               | Tổng cộng           | 14     | 3         | 2            | 0            | —       | —         | 16        | 3         |
| FC Porto            | Primeira Liga               | 2005–06             | 28     | 4         | 1            | 0            | 6       | 1         | 35        | 5         |
| FC Porto            | Primeira Liga               | Tổng cộng           | 28     | 4         | 1            | 0            | 6       | 1         | 35        | 5         |
| Werder Bremen       | Bundesliga                  | 2006–07             | 28     | 5         | 1            | 0            | 12      | 4         | 41        | 9         |
| Werder Bremen       | Bundesliga                  | 2007–08             | 23     | 11        | 2            | 1            | 11      | 4         | 36        | 16        |
| Werder Bremen       | Bundesliga                  | 2008–09             | 27     | 9         | 5            | 4            | 11      | 3         | 43        | 16        |
| Werder Bremen       | Bundesliga                  | 2009–10             | 26     | 7         | 4            | 1            | 6       | 3         | 36        | 11        |
| Werder Bremen       | Bundesliga                  | 2010–11             | 13     | 9         | 2            | 1            | 5       | 1         | 20        | 11        |
| Werder Bremen       | Bundesliga                  | Tổng cộng           | 117    | 41        | 14           | 7            | 45      | 15        | 176       | 63        |
| Beşiktaş            | Süper Lig                   | 2010–11             | 12     | 4         | 5            | 4            | 2       | 0         | 19        | 8         |
| Beşiktaş            | Süper Lig                   | 2011–12             | 25     | 11        | 1            | 0            | 9       | 3         | 35        | 14        |
| Beşiktaş            | Süper Lig                   | 2012–13             | 20     | 9         | 2            | 1            | —       | —         | 22        | 10        |
| Beşiktaş            | Süper Lig                   | 2013–14             | 31     | 13        | 0            | 0            | 2       | 2         | 33        | 15        |
| Beşiktaş            | Süper Lig                   | Tổng cộng           | 88     | 37        | 8            | 5            | 13      | 5         | 109       | 47        |
| Cesena              | Serie A                     | 2014–15             | 10     | 0         | 0            | 0            | —       | —         | 10        | 0         |
| Cesena              | Serie A                     | Tổng cộng           | 10     | 0         | 0            | 0            | —       | —         | 10        | 0         |
| Kuban Krasnodar     | Giải bóng đá ngoại hạng Nga | 2014–15             | 10     | 2         | 3            | 1            | —       | —         | 13        | 3         |
| Anzhi               | Giải bóng đá ngoại hạng Nga | 2015–16             | 12     | 2         | 1            | 0            | —       | —         | 13        | 2         |
| Hannover            | Bundesliga                  | 2015–16             | 1      | 1         | —            | —            | —       | —         | 1         | 1         |
| Tổng cộng sự nghiệp | Tổng cộng sự nghiệp         | Tổng cộng sự nghiệp | 329    | 111       | 29           | 13           | 68      | 21        | 426       | 145       |

### Bàn thắng quốc tế
| #  | Thời gian            | Địa điểm                                                | Đối thủ           | Bàn thắng | Kết quả | Giải đấu                 |
| -- | -------------------- | ------------------------------------------------------- | ----------------- | --------- | ------- | ------------------------ |
| 1  | 13 tháng 10 năm 2007 | Sân vận động Tofik Bakhramov, Baku, Azerbaijan          | Azerbaijan        | 0–2       | 0–2     | Vòng loại Euro 2008      |
| 2  | 17 tháng 11 năm 2007 | Sân vận động Dr. Magalhães Pessoa, Leiria, Bồ Đào Nha   | Armenia           | 1–0       | 1–0     | Vòng loại Euro 2008      |
| 3  | 6 tháng 9 năm 2008   | Sân vận động Ta'Qali, Ta'Qali, Malta                    | Malta             | 0–2       | 0–4     | Vòng loại World Cup 2014 |
| 4  | 6 tháng 6 năm 2009   | Sân vận động Qemal Stafa, Tirana, Albania               | Albania           | 0–1       | 1–2     | Vòng loại World Cup 2014 |
| 5  | 12 tháng 8 năm 2009  | Sân vận động Rheinpark, Vaduz, Liechtenstein            | Liechtenstein     | 0–1       | 0–3     | Giao hữu                 |
| 6  | 12 tháng 8 năm 2009  | Sân vận động Rheinpark, Vaduz, Liechtenstein            | Liechtenstein     | 0–3       | 0–3     | Giao hữu                 |
| 7  | 3 tháng 3 năm 2010   | Sân vận động Cidade de Coimbra, Coimbra, Bồ Đào Nha     | Trung Quốc        | 1–0       | 2–0     | Giao hữu                 |
| 8  | 8 tháng 6 năm 2010   | Sân vận động Wanderers, Johannesburg, Nam Phi           | Mozambique        | 2–0       | 3–0     | Giao hữu                 |
| 9  | 8 tháng 6 năm 2010   | Sân vận động Wanderers, Johannesburg, Nam Phi           | Mozambique        | 3–0       | 3–0     | Giao hữu                 |
| 10 | 21 tháng 6 năm 2010  | Sân vận động Cape Town, Cape Town, Nam Phi              | CHDCND Triều Tiên | 3–0       | 7–0     | World Cup 2010           |
| 11 | 3 tháng 9 năm 2010   | Sân vận động D. Afonso Henriques, Guimarães, Bồ Đào Nha | Síp               | 1–1       | 4–4     | Vòng loại Euro 2012      |
| 12 | 17 tháng 11 năm 2010 | Sân vận động Ánh sáng (Lisbon), Lisbon, Bồ Đào Nha      | Tây Ban Nha       | 4–0       | 4–0     | Giao hữu                 |
| 13 | 10 tháng 8 năm 2011  | Sân vận động Algarve, Faro/Loulé, Bồ Đào Nha            | Luxembourg        | 4–0       | 5–0     | Giao hữu                 |
| 14 | 10 tháng 8 năm 2011  | Sân vận động Algarve, Faro/Loulé, Bồ Đào Nha            | Luxembourg        | 5–0       | 5–0     | Giao hữu                 |
| 15 | 2 tháng 9 năm 2011   | Sân vận động GSP, Nicosia, Síp                          | Síp               | 0–3       | 0–4     | Vòng loại Euro 2012      |
| 16 | 14 tháng 11 năm 2012 | Sân vận động Angondjé, Libreville, Gabon                | Gabon             | 1–2       | 2–2     | Giao hữu                 |
| 17 | 26 tháng 3 năm 2013  | Sân vận động Tofiq Bahramov, Baku, Azerbaijan           | Azerbaijan        | 0–2       | 0–2     | Vòng loại World Cup 2014 |
| 18 | 10 tháng 6 năm 2014  | Sân vận động Metlife, New Jersey, Hoa Kỳ                | Cộng hòa Ireland  | 1–0       | 5–1     | Giao hữu                 |
| 19 | 10 tháng 6 năm 2014  | Sân vận động Metlife, New Jersey, Hoa Kỳ                | Cộng hòa Ireland  | 3–0       | 5–1     | Giao hữu                 |